# Головин, Пётр Петрович (педагог)
Пётр Петрович Головин (род. 1947) — советский и российский педагог. Народный учитель СССР (1988). Кандидат педагогических наук (1992).

## Биография
Пётр Головин родился 27 марта 1947 года в пос. Култук Слюдянского района Иркутской области.
Окончил Новоильмовскую семилетнюю школу Дрожжановского района Татарской АССР (1960), Староалгашинскую среднюю школу Ульяновской области (1963).
В 1967 году окончил Ульяновский педагогический институт им. И. Н. Ульянова.
В 1967—1968 годах — учитель физики Новомалыклинской и Новочеремшанской СШ. В 1968—1969 годах служил в Советской Армии. В 1970—1978 — Охотничьевской СШ, с 1978 — в Ишеевской СШ  Ульяновского района Ульяновской области: с 1978 по 1994 — учитель физики, с 1994 по 2009 — учитель технологии, с 2009 по настоящее время преподаёт физику. Директор ученической учебно-методической и производственной фирмы «Импульс» Ишеевской СШ.
Автор более 100 научно-методических книг, брошюр, статей, в т.ч. книг «Школьный физико-математический кружок» (Просвещение, 1991), «Лабораторные работы и практикумы по электродинамике» (Ульяновск, издательство РИЦ «Реклама», 1996), «Практическая электродинамика» (Ульяновск, областное газетное издательство, 1994), «Учимся радиоэлектронике»" (Ульяновск, издательство РИЦ «Реклама», 1999), «Экспериментальные задания по электродинамике» (2003), «Демонстрационные опыты по электродинамике» (2003).

## Награды и звания
- Заслуженный учитель школы Российской Федерации (1986)
- Народный учитель СССР (1988)
- Орден «Знак Почёта» (1981)
- Медаль «В ознаменование 100-летия со дня рождения Владимира Ильича Ленина»
- Значок «Отличник народного просвещения РСФСР» (1978)
- Медаль А. С. Макаренко (2008)
- 7 золотых и серебряных медалей ВДНХ СССР
- Учитель-методист (1980)
- Кандидат педагогических наук (1992)
- Доцент (2007)
- Соросовский учитель в области точных наук (1996)
- Профессор Академии естествознания (2000)
- Почётный профессор Ульяновского государственного педагогического университета им. И. Н. Ульянова (2018)[3]